# Passabém
Passabém är en kommun i Brasilien.   Den ligger i delstaten Minas Gerais, i den sydöstra delen av landet, 600 km sydost om huvudstaden Brasília. Antalet invånare är 1 766.
Omgivningarna runt Passabém är huvudsakligen savann. Runt Passabém är det ganska glesbefolkat, med 29 invånare per kvadratkilometer.